# Remiencourt

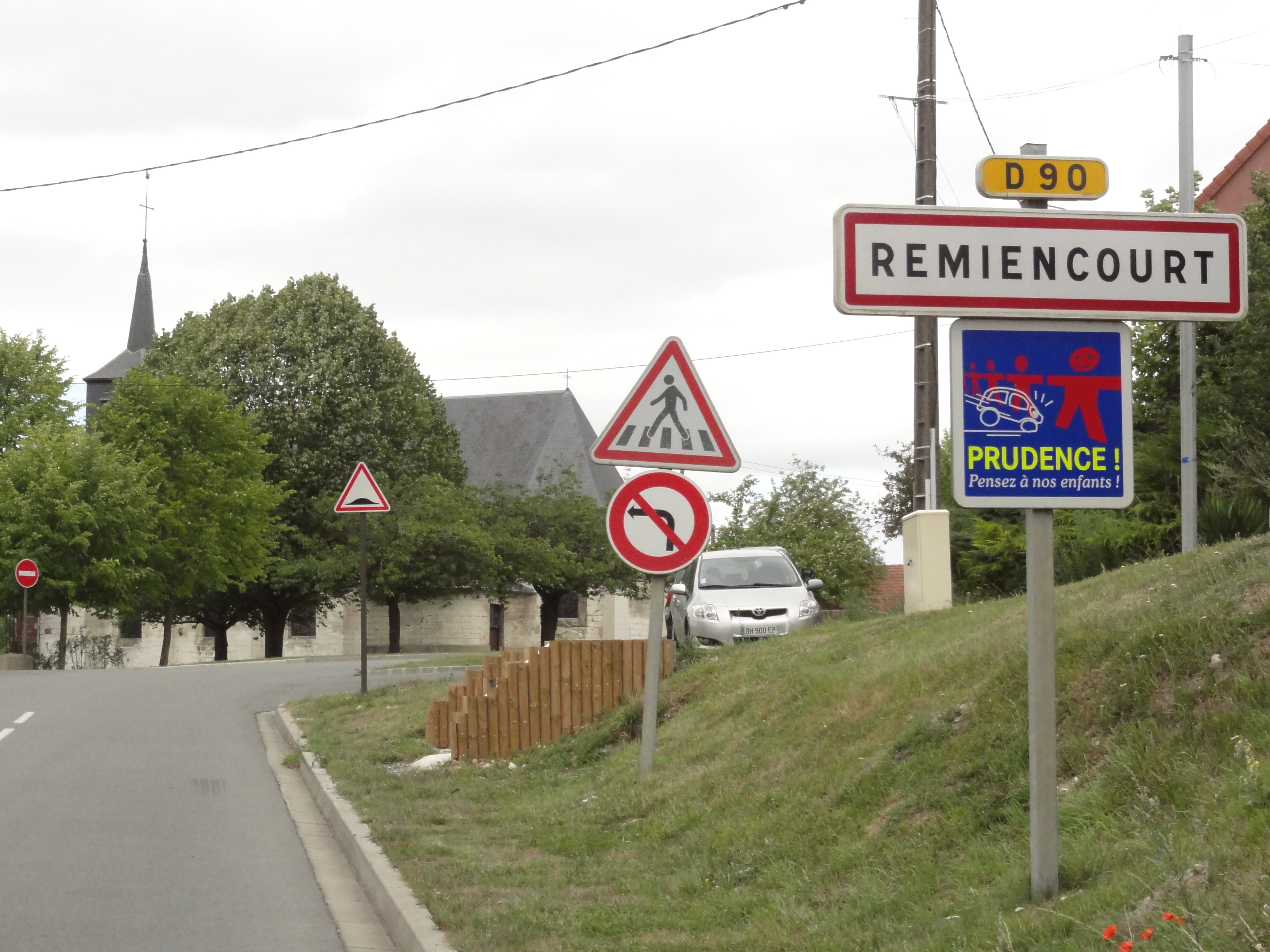
Entrée de l'agglomération

Remiencourt est une commune française située dans le département de la Somme, en région Hauts-de-France.

## Géographie

### Localisation
Remiencourt est un village picard de l'Amiénois.
Limitrophe d'Ailly-sur-Noye, la localité est située à 8 km à l'ouest de Moreuil, 14 km au sud-est d'Amiens, 17 km au sud-ouest de Corbie, 20 km au nord-ouest de Montdidier et à 44 km au nord-est de Beauvais à vol d'oiseau.
Le territoire de la commune est limitrophe de ceux de six communes.
Les communes limitrophes sont Ailly-sur-Noye, Cottenchy, Dommartin, Estrées-sur-Noye, Guyencourt-sur-Noye et Rouvrel.

### Hydrographie

#### Réseau hydrographique
La commune est située dans le bassin Artois-Picardie. Elle est drainée par la Noye et l'Echaut.
La Noye, d'une longueur de 33 km, prend sa source dans la commune de Vendeuil-Caply et se jette  dans l'Avre à Boves, après avoir traversé 13 communes. Les caractéristiques hydrologiques de la Noye sont données par la station hydrologique située sur la commune. Le débit moyen mensuel est de 1,12 m3/s. Le débit moyen journalier maximum est de 3,29 m3/s, atteint lors de la crue du 29 mai 2018. Le débit instantané maximal est quant à lui de 3,61 m3/s, atteint le 22 juin 2021.

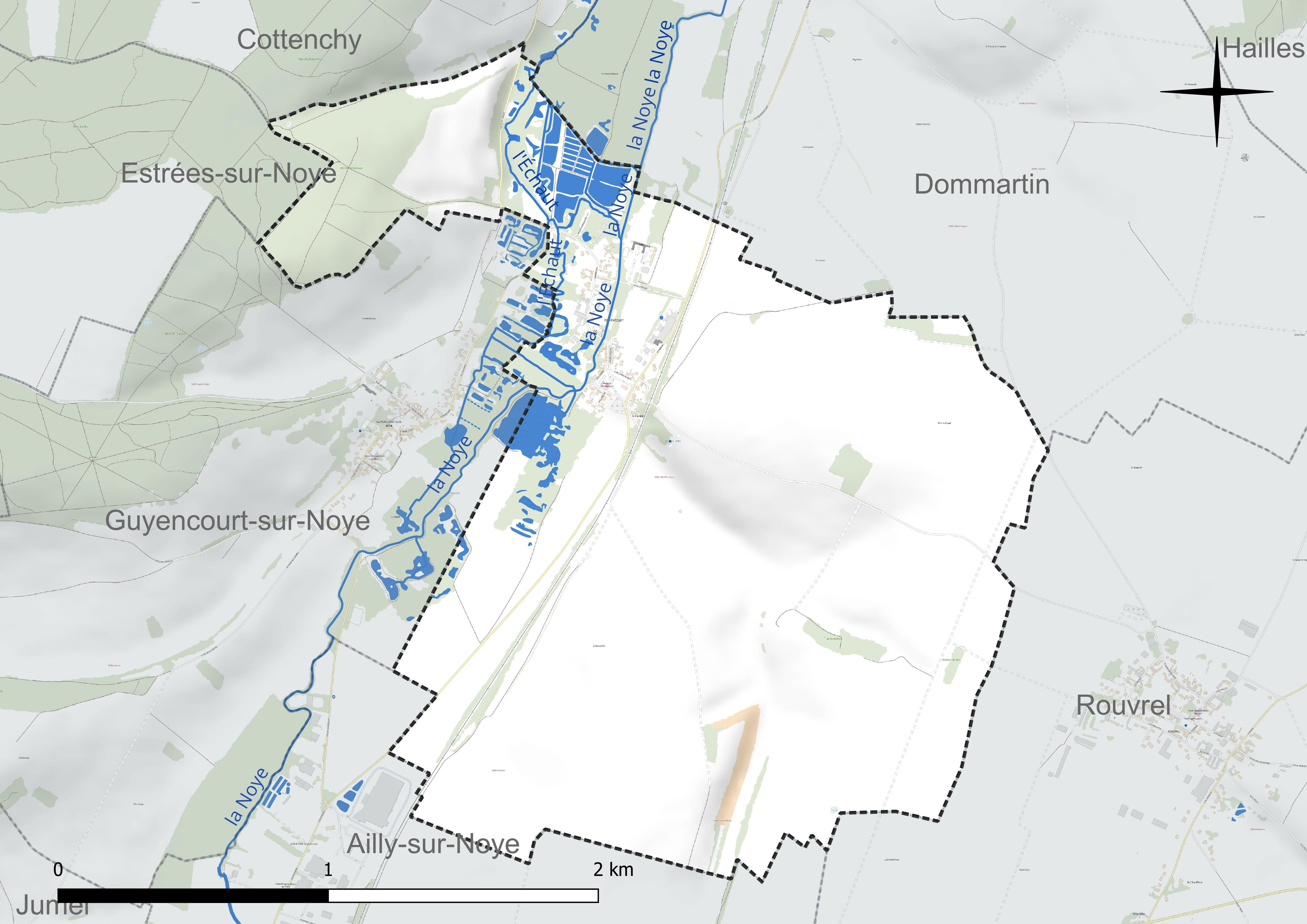
Réseau hydrographique de Remiencourt.

#### Gestion et qualité des eaux
Le territoire communal est couvert par le schéma d'aménagement et de gestion des eaux (SAGE) « Somme aval et Cours d'eau côtiers ». Ce document de planification concerne un territoire de 1 835 km2 de superficie, délimité par le bassin versant de la Somme canalisée. Le périmètre a été arrêté le 29 avril 2010 et le SAGE proprement dit a été approuvé le 6 août 2019. La structure porteuse de l'élaboration et de la mise en œuvre est le syndicat mixte d'aménagement hydraulique du bassin versant de la Somme (AMEVA).
La qualité des cours d'eau peut être consultée sur un site dédié géré par les agences de l'eau et l'Agence française pour la biodiversité.

### Climat
Pour des articles plus généraux, voir Climat des Hauts-de-France et Climat de la Somme.
En 2010, le climat de la commune est de type climat océanique dégradé des plaines du Centre et du Nord, selon une étude du CNRS s'appuyant sur une série de données couvrant la période 1971-2000. En 2020, Météo-France publie une typologie des climats de la France métropolitaine dans laquelle la commune est exposée à un climat océanique et est dans la région climatique Nord-est du bassin Parisien, caractérisée par un ensoleillement médiocre, une pluviométrie moyenne régulièrement répartie au cours de l'année et un hiver froid (3 °C).
Pour la période 1971-2000, la température annuelle moyenne est de 10,5 °C, avec une amplitude thermique annuelle de 14 °C. Le cumul annuel moyen de précipitations est de 698 mm, avec 11,2 jours de précipitations en janvier et 8 jours en juillet. Pour la période 1991-2020, la température moyenne annuelle observée sur la station météorologique la plus proche, située sur la commune de Glisy à 11 km à vol d'oiseau, est de 11,1 °C et le cumul annuel moyen de précipitations est de 646,6 mm,. Pour l'avenir, les paramètres climatiques de la commune estimés pour 2050 selon différents scénarios d'émission de gaz à effet de serre sont consultables sur un site dédié publié par Météo-France en novembre 2022.

## Urbanisme

### Typologie
Au 1er janvier 2024, Remiencourt est catégorisée commune rurale à habitat dispersé, selon la nouvelle grille communale de densité à sept niveaux définie par l'Insee en 2022.
Elle est située hors unité urbaine. Par ailleurs la commune fait partie de l'aire d'attraction d'Amiens, dont elle est une commune de la couronne,. Cette aire, qui regroupe 369 communes, est catégorisée dans les aires de 200 000 à moins de 700 000 habitants,.

### Occupation des sols
L'occupation des sols de la commune, telle qu'elle ressort de la base de données européenne d'occupation biophysique des sols Corine Land Cover (CLC), est marquée par l'importance des territoires agricoles (79,6 % en 2018), en diminution par rapport à 1990 (85,2 %). La répartition détaillée en 2018 est la suivante : 
terres arables (79,6 %), zones humides intérieures (8,2 %), forêts (6,6 %), zones urbanisées (5,4 %), zones industrielles ou commerciales et réseaux de communication (0,2 %). L'évolution de l'occupation des sols de la commune et de ses infrastructures peut être observée sur les différentes représentations cartographiques du territoire : la carte de Cassini (XVIIIe siècle), la carte d'état-major (1820-1866) et les cartes ou photos aériennes de l'IGN pour la période actuelle (1950 à aujourd'hui).

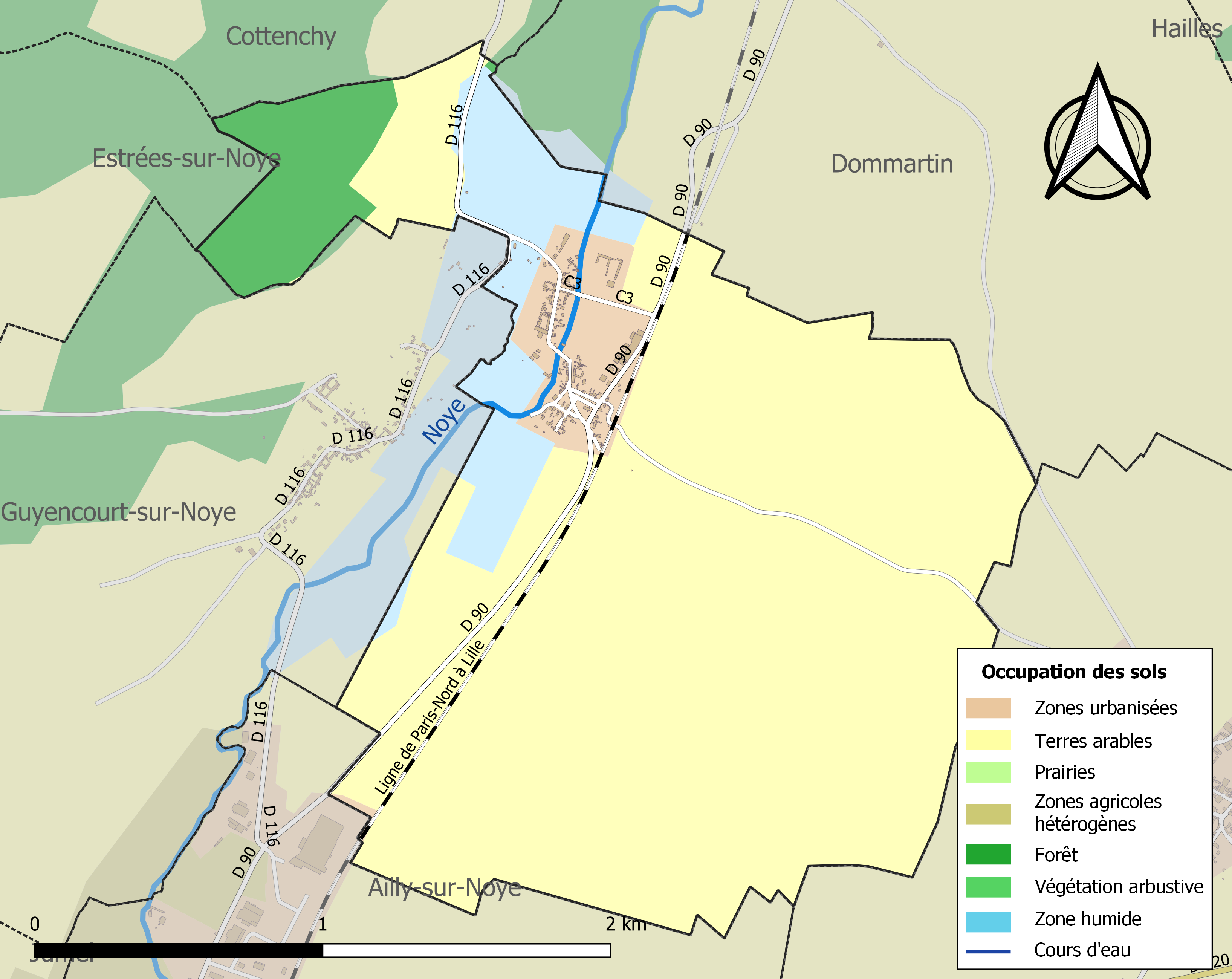
Carte des infrastructures et de l'occupation des sols de la commune en 2018 (CLC).

## Toponymie
Le nom de la localité est attesté sous les formes Remiercurt (1147) ; Remiencourt (1147) ; Remircort (1135)  ; Remercort (1219) ; Remeincurt (1220) ; Remiencort (1227) ;  Reumencort (1487) ; Remyencourt (1541) ; Ramiencourt (1638) ; Renencourt (1657).

## Histoire

### Seconde Guerre mondiale
Les 7 et 8 juin 1940, au cours de la bataille d'Amiens, les soldats de la 4e division d'infanterie coloniale (4e D.I.C.) : marsouins, bigors et tirailleurs sénégalais, et du 2e régiment d'infanterie coloniale (2e R.I.C.) défendirent la position de Remiencourt. À l'épuisement de leurs munitions, ils poursuivirent le combat à l'arme blanche. Tous tombèrent sous le feu de l'ennemi, le 8 juin 1940. Parmi eux, le caporal Jean-Baptiste N'Tchoréré, du 2e R.I.C., fils du capitaine Charles N'Tchoréré, il est inhumé  dans le cimetière communal de Remiencourt.
Une stèle rappelle leur souvenir.

## Politique et administration

### Rattachements administratifs et électoraux
La commune fait partie de l'arrondissement d'Amiens du département de la Somme,  en région Hauts-de-France. Pour l'élection des députés, elle dépend de la deuxième circonscription de la Somme.
Elle faisait partie depuis 1880 du canton de Boves. Dans le cadre du redécoupage cantonal de 2014 en France, la commune est désormais intégrée au canton d'Ailly-sur-Noye.

### Intercommunalité
La commune est membre depuis 2007 de la Communauté d'agglomération Amiens Métropole.

### Liste des maires
| Période                                  | Période                      | Identité                                         | Étiquette | Qualité |
| ---------------------------------------- | ---------------------------- | ------------------------------------------------ | --------- | --- |
| Les données manquantes sont à compléter. |                              |                                                  |           | |
| 1790                                     | 1797                         | Jean Baptiste Leroy                              |           | |
| 1797                                     | 1800                         | Antoine Ponthieu                                 |           | |
| 1800                                     | 1806                         | Allexy Frenoy                                    |           | Second mandat : 1840                                                                                           |
| 1806                                     | 1826                         | Jean Louis Bienvenu de Francqueville d'Abancourt |           | |
| 1826                                     | 1831                         | Amédée de Francqueville                          |           | |
| 1831                                     | 1834                         | Jean Baptiste Frenoy                             |           | |
| 1834                                     | 1840                         | Charles Navarre                                  |           | Intérim: Pierre Navarre                                                                                        |
| 1840                                     | 1854                         | Allexy Frenoy                                    |           | |
| 1854                                     | 1892                         | Adalbert de Francqueville                        |           | Conseiller général du canton de Boves (1871 → 1880 et 1886 → 1892)                                             |
| 1892                                     | 1933                         | Amédée de Francqueville                          |           | |
| 1933                                     | 1939                         | Camille Mongrenier                               |           | |
| 1939                                     | 1940                         | Pierre Douez                                     |           | |
| 1940                                     | 1943                         | Camille Aubry                                    |           | |
| 1943                                     | 1945                         | Pierre Douez                                     |           | |
| 1945                                     | 1950                         | Roger Poirmeur                                   |           | |
| 1950                                     | 1959                         | Fernand Trancart                                 |           | |
| 1959                                     | 1963                         | Roger Poirmeur                                   |           | Interim : Xavier de Francqueville[Quoi ?]                                                                      |
| 1963                                     | 1989                         | Bernard Sangnier                                 |           | |
| 1989                                     | 2001                         | Olivier Jardé                                    | UDF-UDI   | Professeur de chirurgie Conseiller général du canton de Boves (1994-2015) Suppléant du député Gilles de Robien |
| 2001                                     | mai 2020                     | Hugues de Francqueville                          |           | |
| mai 2020,                                | En cours (au 8 octobre 2020) | Pascal Tonnelier                                 |           | |

## Population et société

### Démographie
L'évolution du nombre d'habitants est connue à travers les recensements de la population effectués dans la commune depuis 1793. Pour les communes de moins de 10 000 habitants, une enquête de recensement portant sur toute la population est réalisée tous les cinq ans, les populations de référence des années intermédiaires étant quant à elles estimées par interpolation ou extrapolation. Pour la commune, le premier recensement exhaustif entrant dans le cadre du nouveau dispositif a été réalisé en 2008.

En 2022, la commune comptait 172 habitants, en évolution de −3,37 % par rapport à 2016 (Somme : −1,26 %, France hors Mayotte : +2,11 %).
| 1793 | 1800 | 1806 | 1821 | 1831 | 1836 | 1841 | 1846 | 1851 |
| ---- | ---- | ---- | ---- | ---- | ---- | ---- | ---- | ---- |
| 222  | 217  | 265  | 306  | 327  | 342  | 254  | 347  | 337  |

| 1856 | 1861 | 1866 | 1872 | 1876 | 1881 | 1886 | 1891 | 1896 |
| ---- | ---- | ---- | ---- | ---- | ---- | ---- | ---- | ---- |
| 332  | 329  | 329  | 314  | 307  | 271  | 252  | 253  | 242  |

| 1901 | 1906 | 1911 | 1921 | 1926 | 1931 | 1936 | 1946 | 1954 |
| ---- | ---- | ---- | ---- | ---- | ---- | ---- | ---- | ---- |
| 218  | 236  | 225  | 170  | 186  | 187  | 167  | 202  | 174  |

| 1962 | 1968 | 1975 | 1982 | 1990 | 1999 | 2006 | 2008 | 2013 |
| ---- | ---- | ---- | ---- | ---- | ---- | ---- | ---- | ---- |
| 147  | 151  | 156  | 159  | 153  | 170  | 178  | 182  | 182  |

| 2018 | 2022 | - | - | - | - | - | - | - |
| ---- | ---- | - | - | - | - | - | - | - |
| 171  | 172  | - | - | - | - | - | - | - |

### Enseignement
La scolarisation des élèves du primaire se fait au sein du regroupement pédagogique intercommunal (RPI) constitué des communes de Cottenchy, Dommartin, Fouencamps, Guyencourt-sur-Noye
et Remiencourt.
L'aspect financier est géré par un SISCO (syndicat intercommunal scolaire ) basé à Cottenchy.

## Culture locale et patrimoine

### Lieux et monuments

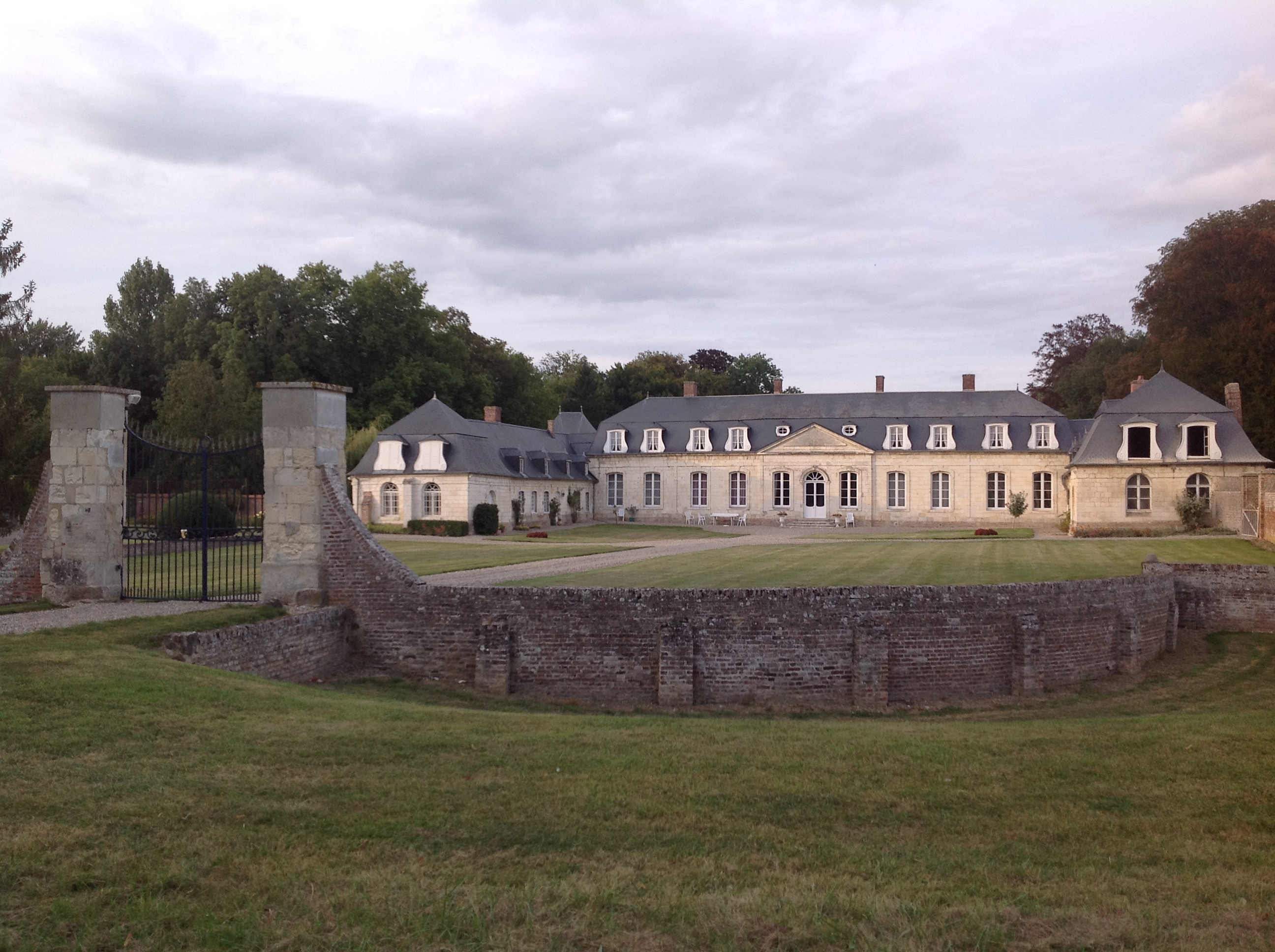
Le château de Remiencourt.

- Château construit par la famille de Boufflers vers 1740[29],[30] et sa chapelle, qui est sous le vocable de Saint Charles, prénom possédé par plusieurs propriétaires du château[31].

- Église Notre-Dame-de-la-Nativité, édifiée par Claude Martin Briet de Fortmanoir.
- Ancienne filature Pichon Fils (1re moitié du XIXe siècle)[32].
- Gare de Dommartin-Remiencourt.

### Personnalités liées à la commune
- Louis-François de Boufflers, marquis de Remiencourt, (1714-1752), capitaine des gardes de Stanislas, roi de Pologne, et lieutenant général de toutes ses armées. Il entreprit la construction de l'actuel château.
- Caporal Jean-Baptiste N'Tchoréré (7/02/1917 - 8/6/1940), du 2e régiment d'infanterie de marine, inhumé dans le cimetière communal, mort pour la France  en défendant le village, pendant la bataille de France[33],[34], citation à l'ordre de la division : « Brave caporal, a trouvé une mort glorieuse le 8 juin 1940 à Remiencourt (Somme) au cours d'une violente attaque ennemie[35] ». Fils du capitaine Charles N'Tchorere, exécuté la veille par un soldat allemand à Airaines.